# مجلة المناهج والتدريس
مجلة المناهج والتدريس (بالإنجليزية: Journal of Curriculum and Instruction)‏ هي مجلة أكاديمية مفتوحة المصدر تتم مراجعتها من قبل الأقران كل عامين. تنشر مقالات حول الأبحاث والممارسة والقضايا ذات الصلة بالتدريس والتعلم في بيئة ما قبل الروضة وحتى الصف الثاني عشر. تنشر المجلة كلية التربية في جامعة كارولينا الشرقية. من بين المحررين المؤسسين للمجلة كاثرين أوكونور وتيري أتكينسون وسو شتاينويج وإليزابيث سواجيرتي وويليام جروب وجويلي تشانج. رئيسة التحرير هي ديان كيستر. حصلت المجلة على جائزة إدوارد سي بومروي لعام 2010 من الجمعية الأمريكية لكليات تعليم المعلمين عن "المساهمات المتميزة في تعليم المعلمين".

## وصلات خارجية
- الموقع الرسمي